# Tjaisepef
Tjaisepef ist eine Gottheit der ägyptischen Mythologie. Es handelt sich um einen sehr alten Stier-Gott, dessen Verehrung sich bereits in der 1. Dynastie (Thinitenzeit, um 3000–2850 v. Chr.) nachweisen lässt. Im Alten Reich trugen mehrere Königinnen den Titel einer „Gottesdienerin des Tjaisepef“. Es ist deshalb zeitweilig angenommen worden, dass mit diesem Namen der vergöttlichte König gemeint war, Tjaisepef wurde deshalb mit „Männlichster seiner Art“ übersetzt, inzwischen wird aber eher die Übersetzung „Männlicher seiner Tenne“ in Erwägung gezogen.
Tjaisepef wird als Stier dargestellt, der auf einer Standarte steht und vor dem sich ein Zeichen befindet, dass teilweise wie eine Stele, teilweise aber auch wie zwei Pflöcke aussieht. Die letzte bekannte Erwähnung dieses Gottes stammt aus den Sargtexten des Mittleren Reiches.